# Звёздный каталог Смитсоновской астрофизической обсерватории
Звёздный каталог Смитсоновской астрофизической обсерватории (каталог SAO) является астрометрическим звёздным каталогом. Он был опубликован Смитсоновской астрофизической обсерваторией в 1966 году и содержит высокоточные положения для 258 997 звёзд. Каталог компилировался из предыдущих астрометрических каталогов и содержит звёзды ярче 9m, для которых известны точные значения собственного движения. Каждая звезда имеет обозначение, начинающееся с букв «SAO» (Smithsonian Astrophysical Observatory), за которым следует номер. Звезды пронумерованы по прямому восхождению внутри 10-градусных полос склонения от северного полюса к южному. Онлайн-версия каталога создана HEASARC в 2001 году.
Пример обозначения звезд в каталоге:
- SAO 67174 — Вега.
- SAO 113271 — Бетельгейзе.